# Трилесино (Дрибинский район)
Триле́сино (бел. Трылесіна) — агрогородок в составе Первомайского сельсовета Дрибинского района Могилёвской области Республики Беларусь.

Административный центр Первомайского сельсовета.
Статус агрогородка присвоен 4 мая 2012 года.

## История
Впервые Трилесино упоминается в 1636 году как село Бордиловского войтовства Могилевской экономии Оршанского уезда. В середине XIX века Трилесино являлось центром поместья А. Пересвет-Солтана, позже — пани М. Хлюдинской. В помещичью усадьбу входили 2 фольварка, село, 5 деревень, 4 мельницы, кузня, кирпичный завод и винокурня.
В 1922 году в бывшем поместье была организована сельскохозяйственная артель «Просвещение». Спустя 8 лет в хозяйстве действовали водяная мельница, гончарное, маслосыродельное и кирпичное предприятия, колхоз «Майский день» (с 1950 года — колхоз «Красный Богатырь», с 1957 года — совхоз «Первомайский»), 7-летняя школа.

## Галерея

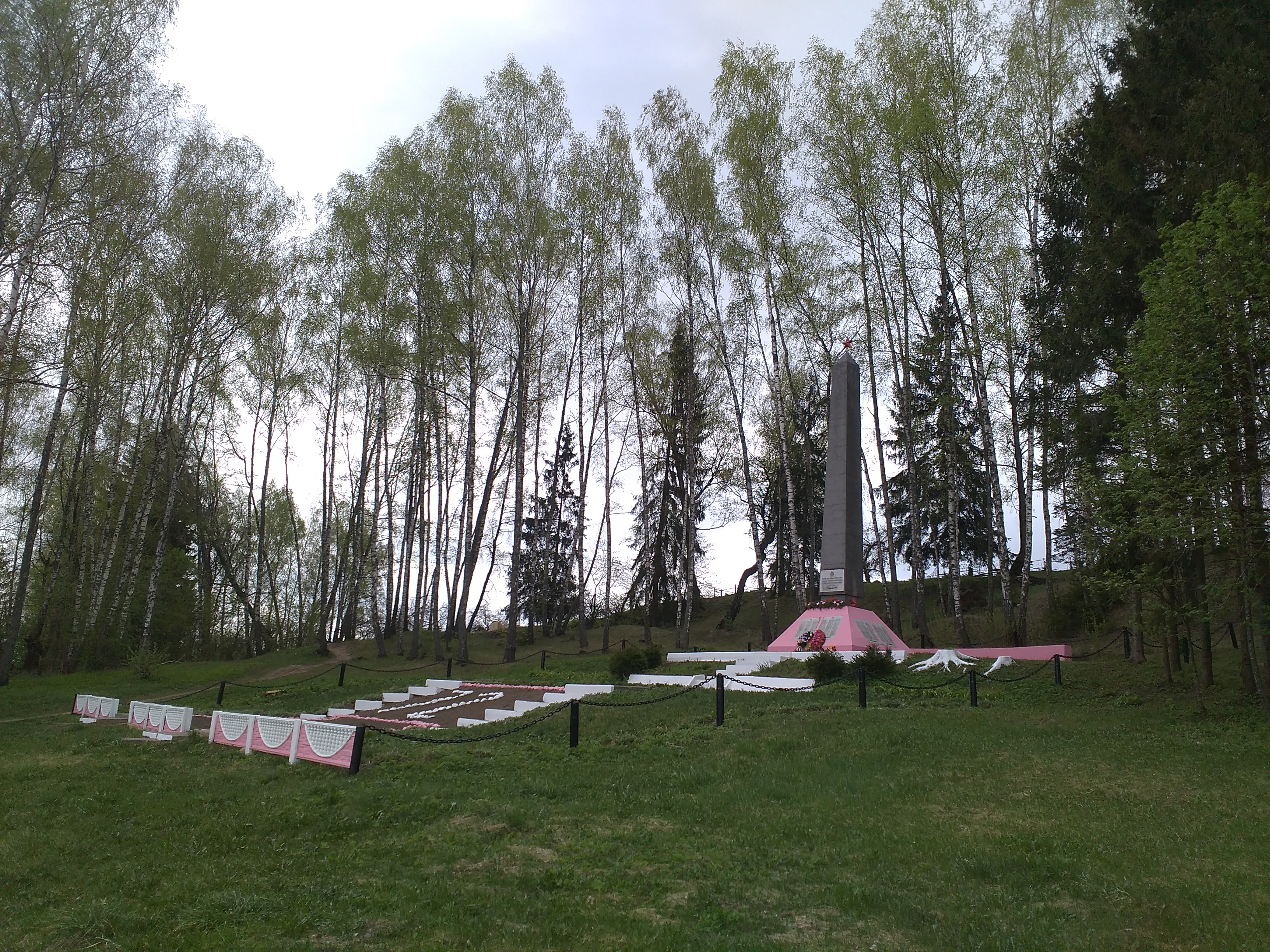
Мемориал
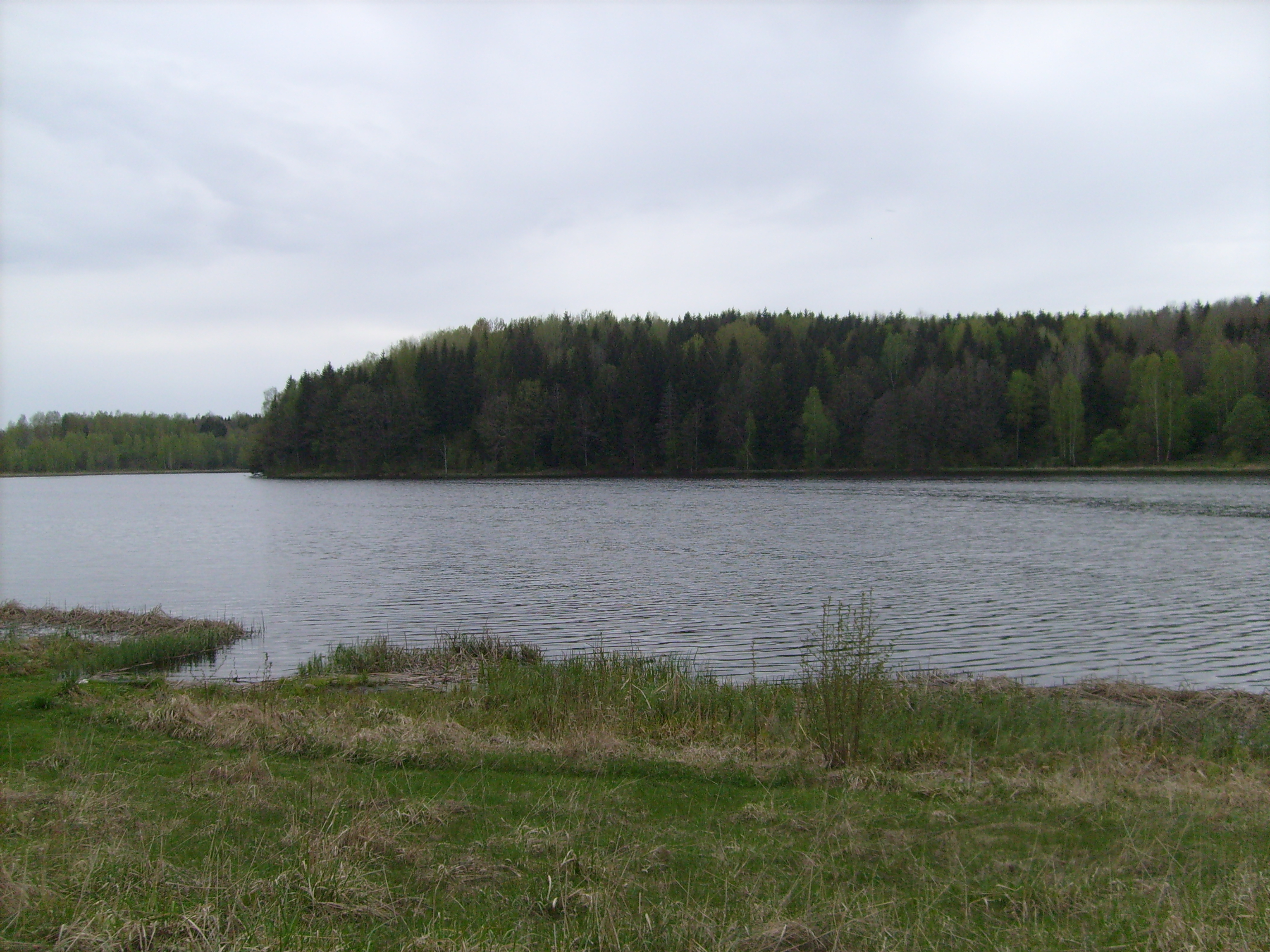
Водохранилище
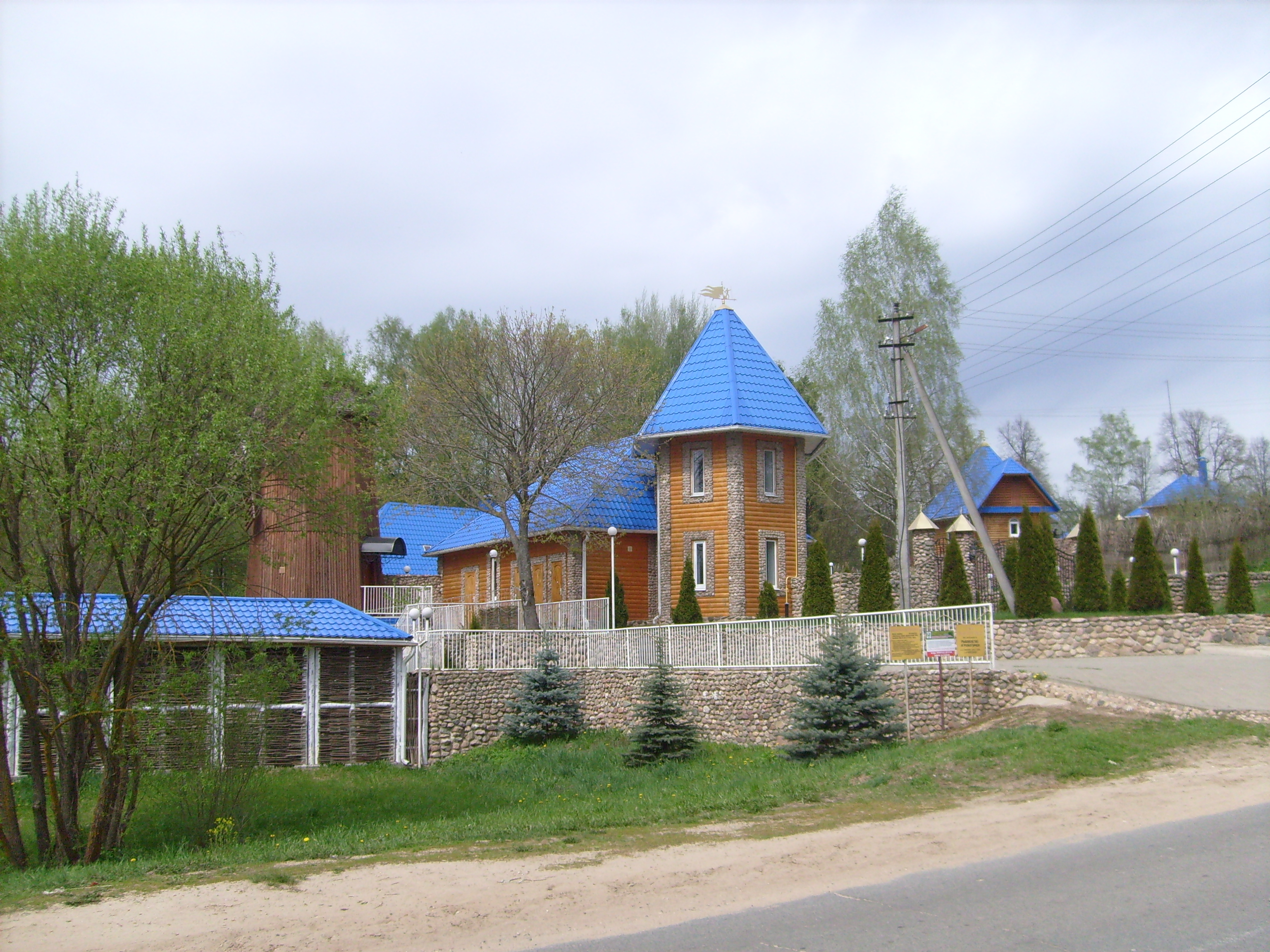
Агроусадьба
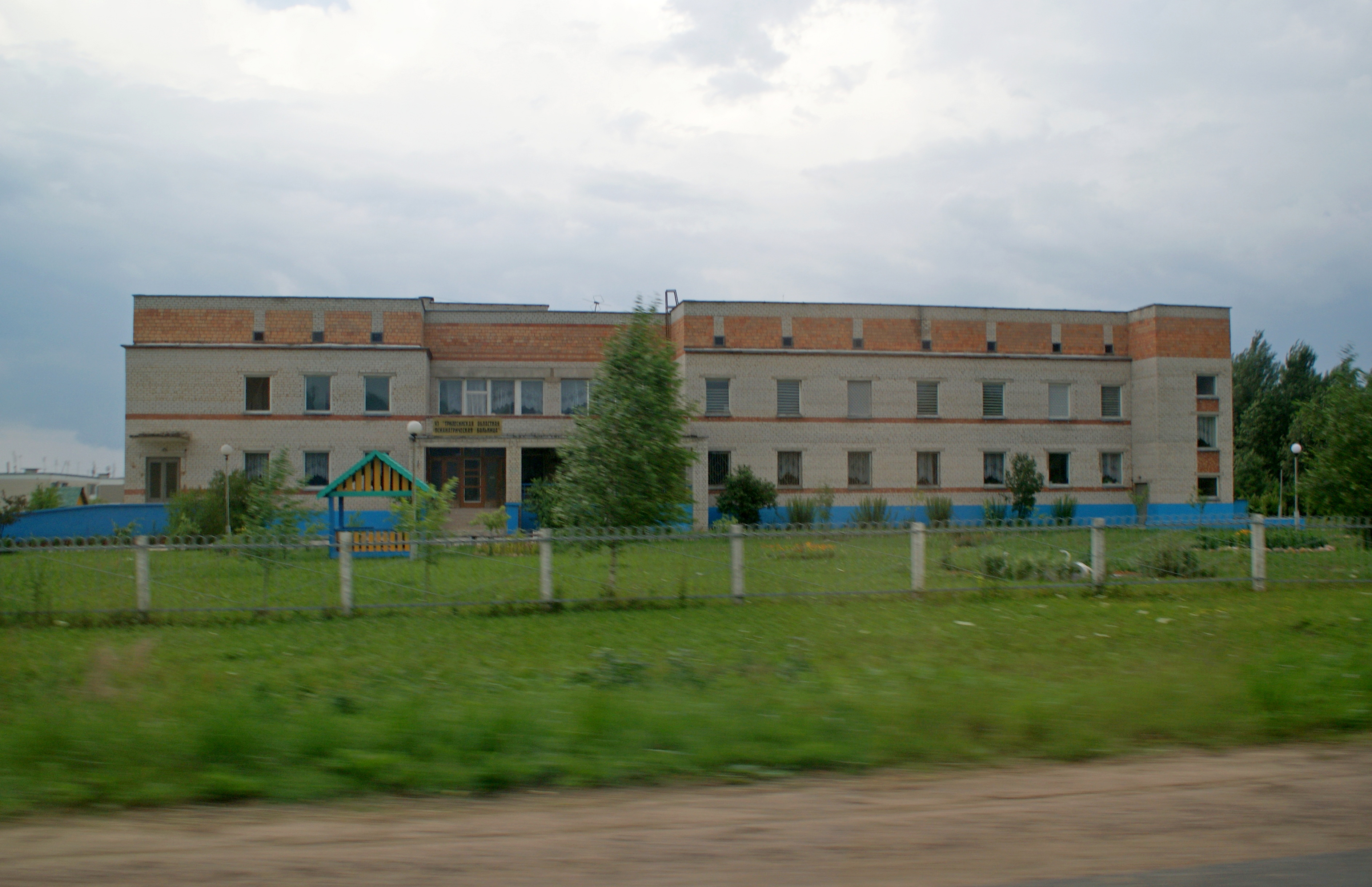
Трилесинская областная психиатрическая больница
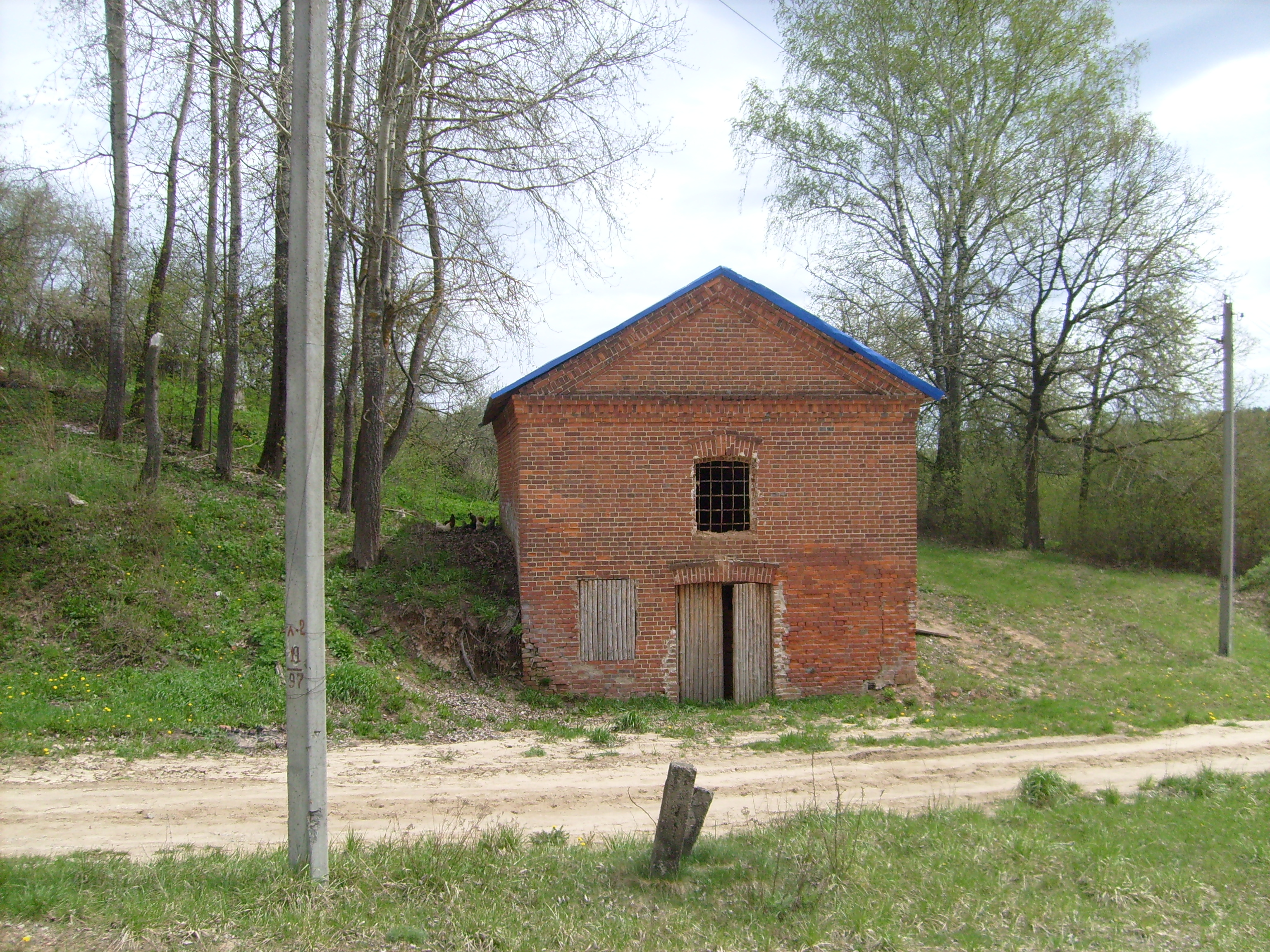
Старое строение

## Население
- 1999 год — 1369 человек
- 2010 год — 1247 человек
- 2018 год — 1589 человек

## Достопримечательность
- Воинский мемориал

## Природный памятник «Трилесинские исполины»
«Трилесинские исполины» — памятник природы, находящийся в Трилесино. Это группа старинных деревьев, которая состоит из дубов, лип, осин и тополей. Некоторые из этих деревьев имеют возраст до 200 лет. Все они на площади 3,3 га в 1997 году взяты под опеку инспекцией природных ресурсов и охраны окружающей среды. Также они включены в природно-заповедный фонд Могилёвской области местного значения.